# Anna Sophia Berglund
Anna Sophia Berglund (San Pedro, 5 aprile 1986) è un'attrice e modella statunitense.
È di origine svedese. Nel gennaio 2011 è stata nominata "Playmate del mese" per la rivista Playboy.

## Filmografia parziale
Cinema
- Amelia's 25th, regia di Martín Yernazian (2013)
- Unlucky Charms, regia di Charles Band (2013)
- Space Station 76, regia di Jack Plotnick (2014)
- Dibs!, regia di Hank Daniels (2014)
- The Lost Tree, regia di Brian A. Metcalf (2016)

Televisione
- Cavemen (2007)
- The Girls Next Door (2009-2010)
- Chocolate Milk Series (2015)
- Cartoon Hook-Ups (2016-2017)